# Shot in the Back of the Head
Shot in the Back of the Head est le premier single électro/ambient de l'album Wait for Me (sorti le 14 avril 2009) de l'artiste électro Moby. C'est le cinéaste David Lynch qui s'est chargé de réaliser le clip.